# Colegio Católico de Secundaria Regiopolis-Notre Dame
El Colegio Católico de Secundaria Regiopolis-Notre Dame, (Algunas veces abreviado RND o "Regi"; en inglés Regiopolis - Notre Dame Catholic Secondary School ) es una escuela secundaria localizada en Kingston, Ontario, Canadá que ofrece grados de 9 a 12. Es una de las dos escuelas en Kingston que ofrecen el programa de Organización del Bachillerato Internacional y es la escuela católica más antigua con el idioma inglés.

## Diploma del Programa Bachillerato Internacional
El pregrado del Bachillerato Internacional es para los estudiantes del grado 9 y 10. En el grado 11 (Primer año de Bachillerato Internacional) y 12 (Segundo año de Bachillerato Internacional) los estudiantes consiguen el diploma del programa.

## Historia
Los católicos fundaron el Colegio Regiopolis en 1842. Notre Dame fue fundado en 1841. Las dos escuelas se unieron en 1967 porque los costos de la matrícula eran demasiados altos para cada escuela y también porque tenían similares creencias. En 1985 Se fundó Holy Cross para resolver el problema del sobrecupo en Regi. Regi ha estado en su edificio actual desde 1914 y ha tenido dos expansiones, una en 1993 y la otra en 2004. En la expansión del 2004 se agregó un segundo gimnasio a la escuela, el cual es ahora sitio de eventos deportivos, misas colegiales y manifestaciones espirituales.

## Deportes
La mascota de Regi es la pantera(Anteriormente Pieles Rojas) y los colores de la escuela son el granate y el Oro. Regi fue el anfitrión del campeonato de Voleyball OFSAA en el 2008, quedando de terceros en Ontario. También en el Campeonato masculino de Fútbol OFSAA del 2006,  quedaron de primeros. Las panteras tienen otras dos medallas. Regi también ha sido lugar para el campeonato nacional de Porristas (2001-2009).
Por primera vez en años, el Concierto de Bandas de Regi ganó el festival de Kiwanis (2009), también ha obtenido múltiples premios, como un ranking nacional en el Festival Cultural en Boston, 2009.